# Gutin-hegység
A Gutin-hegység vagy Gutin (románul: Munții Gutâi) hegység a Keleti-Kárpátok belső vonulatában, a Vihorlát–Gutin-hegyvidékben. Hossza 45 km. Legmagasabb pontja a Gutin (1447 m).

## Földrajz
A Vihorlát–Gutin-hegyvidék egyik legkeletibb tagja. Nyugati szomszédja az Avas-hegység, melytől az Avasújfalu és Técső közötti 583 m magas hágó választja el. Keleti szomszédja a Lápos–Széples-hegyvidék részét képező Lápos-hegység, határukat a Kapnikbánya és Budfalva közti 1039 m magas hágó alkotja.
A Fenyő-hegy és a Rozsály-hegy közötti részét Kőhátnak is nevezik. A hegység déli lábánál helyezkedik el a nagybányai szelídgesztenye-rezervátum

## Turizmus
Nagybánya székhellyel működik az Erdélyi Kárpát-egyesület Gutin Osztálya.